# День Накба
Накба (араб. يوم النكبة, трансліт. yawm in-nakbah, досл. «день катастрофи»)  — це день відзначення палестицями річниці проголошення незалежності Ізраїлю.. Відзначається щороку, 15 травня, наступного дня після відзначення ізраїльтянами дня незалежності. Для палестинців, цей день є символом втрати своїх домівок, відступу зі своїх міст та сіл перед наступом єврейських а згодом ізраїльських збройних сил, поразку у війнах 1948 року, депортації з Палестини і втрати майна, яке було експроприйоване державою Ізраїль.